# Thaumasia Planum
Thaumasia Planum es una meseta de Marte se encuentra al sur de Melas Chasmata y Coprates Chasmata. Está en el cuadrángulo de Coprates. Su centro está ubicado en 21.66 S y 294.78 E. Recibió su nombre de una de las características de albedo en Marte. El nombre fue aprobado en 2006. Algunas formas en su superficie son evidencia de un flujo de lava o agua el Melas Chasma. Son visibles muchas crestas de arrugas y fosas. Un conjunto de grabens, llamado Nia Fossae, parece seguir la curva de Melas Chasmata que se encuentra justo al norte.
Algunos investigadores han descubierto diques en esta región. Para el estudio, se utilizaron imágenes infrarrojas diurnas del Sistema de imágenes de emisión térmica (THEMIS), imágenes infrarrojas nocturnas THEMIS, imágenes CTX e imágenes HiRISE. Estos diques contienen olivino rico en magnesio, lo que indica una composición de magma primitiva. Los diques se producen cuando el magma sigue grietas y fallas bajo tierra. A veces la erosión los revela. La presencia de cráteres de fosa, fosas angostas, canales lineales y canales ovoides también son evidencia de diques. Estos diques que se encuentran cerca y paralelos a Valles Marineris, el gran sistema de cañones, son evidencia de que la tensión extensional ayudó a la formación de Valles Marineris. Pueden ser parte de un sistema de diques que provenían de la misma fuente de magma que alimentaba toda el área. Esa fuente puede haber sido una "pluma" de roca fundida que se elevó desde el manto marciano.
Diques, vistos por CTX Diques cuando el magma sube cerca de la superficie en las grietas de las rocas. La erosión posterior puede exponerlos
Entonces, los siguientes eventos sucedieron para producir el paisaje actual en Thaumasia Planum.
1. La masa de los volcanes de Tharsis provocó tensiones que dieron lugar a fracturas.
2. Los flujos de lava de basalto cubrieron la región. Los flujos pueden haber venido de un sistema de diques.
3. Crestas de arrugas formadas como resultado de la compresión regional.
4. La etapa final fue cubrir el área con ceniza volcánica y polvo. El viento movió el material de la superficie.

## Galería

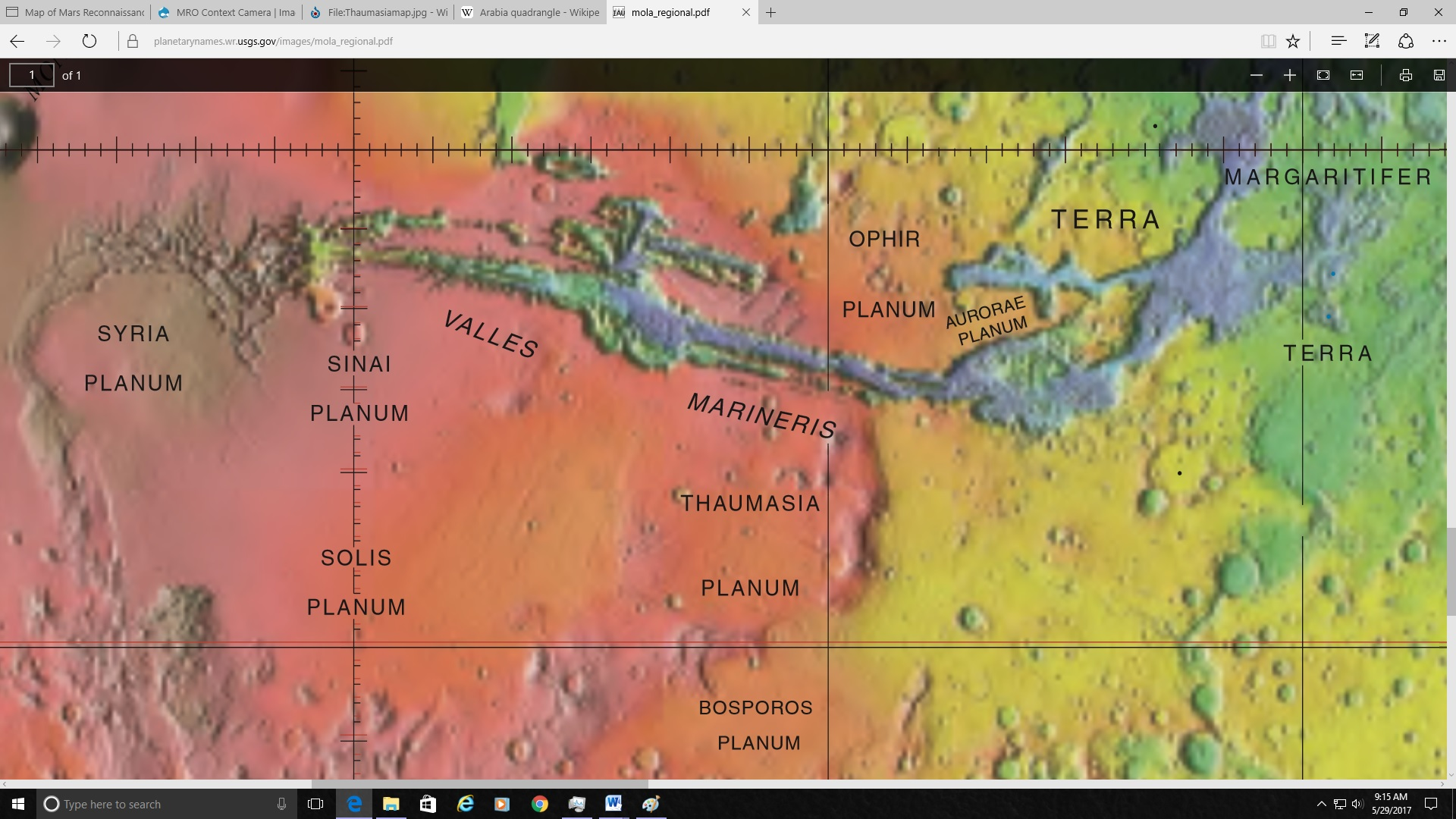
Mapa cercano que muestra Thaumasia Planum y las regiones circundantes. Los colores indican elevaciones.
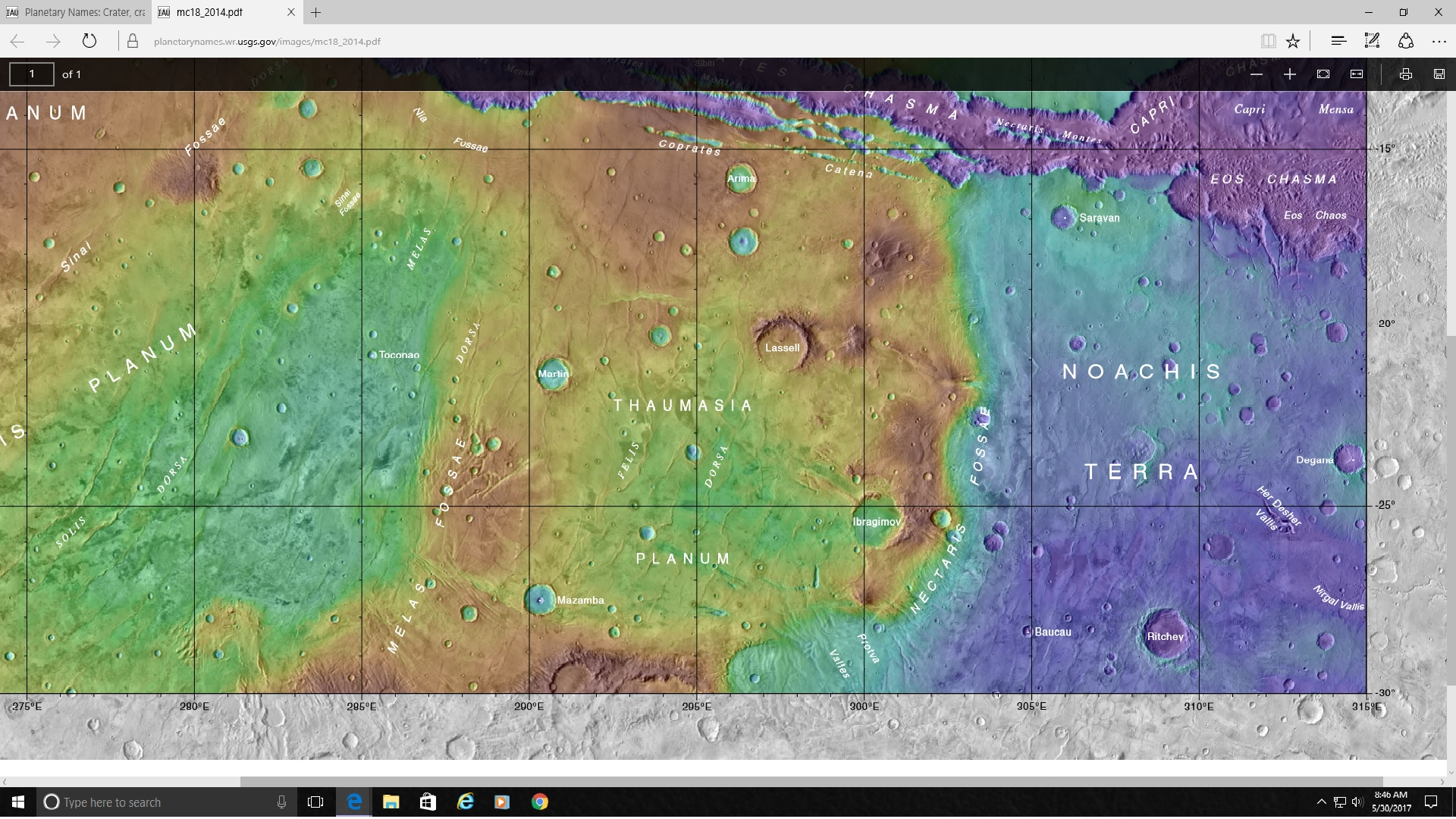
Mapa de Thaumasia Planum y la región circundante con nombres de cráteres.
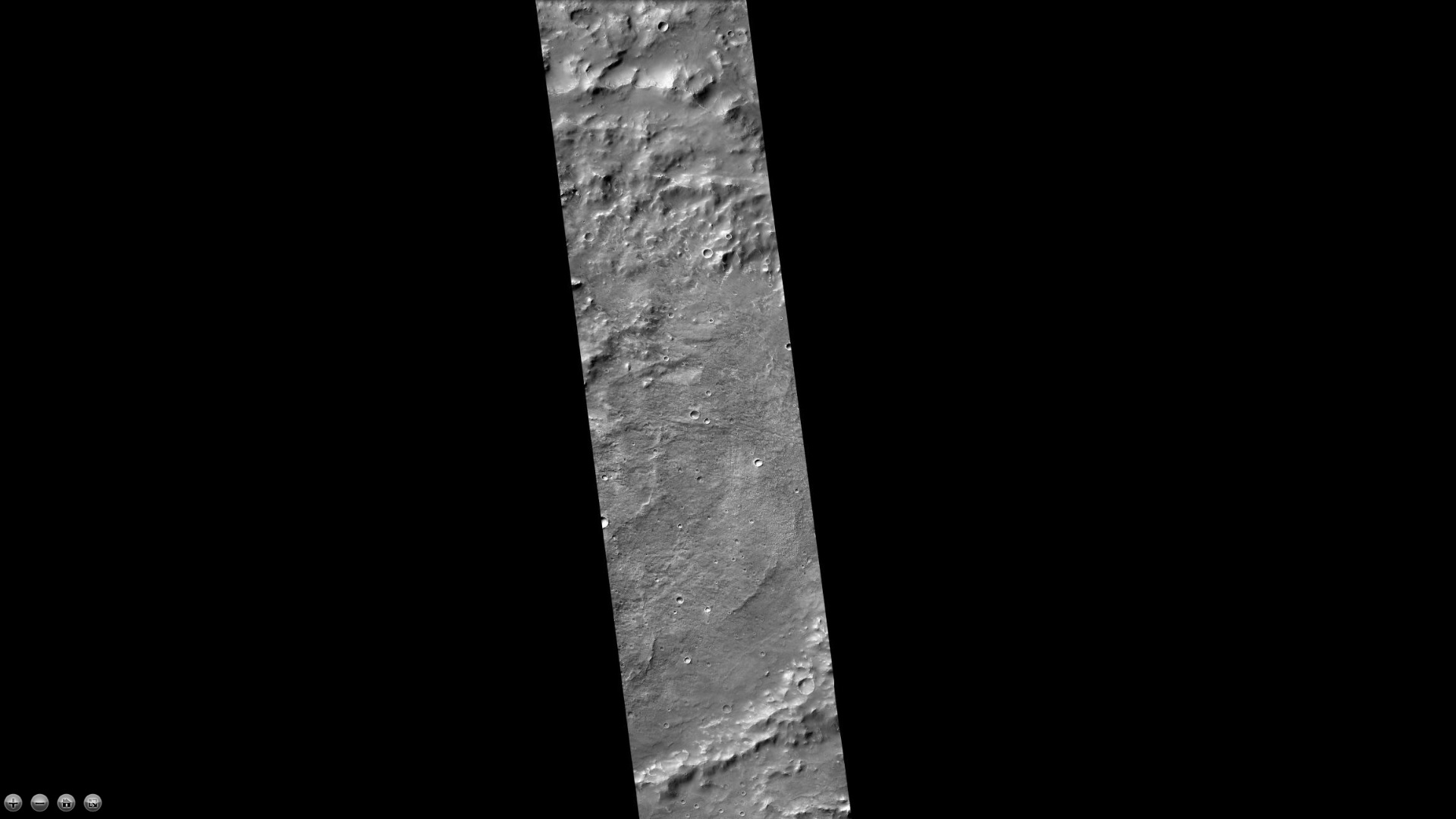
Lassell (cráter marciano), visto por la cámara CTX (en el Mars Reconnaissance Orbiter).
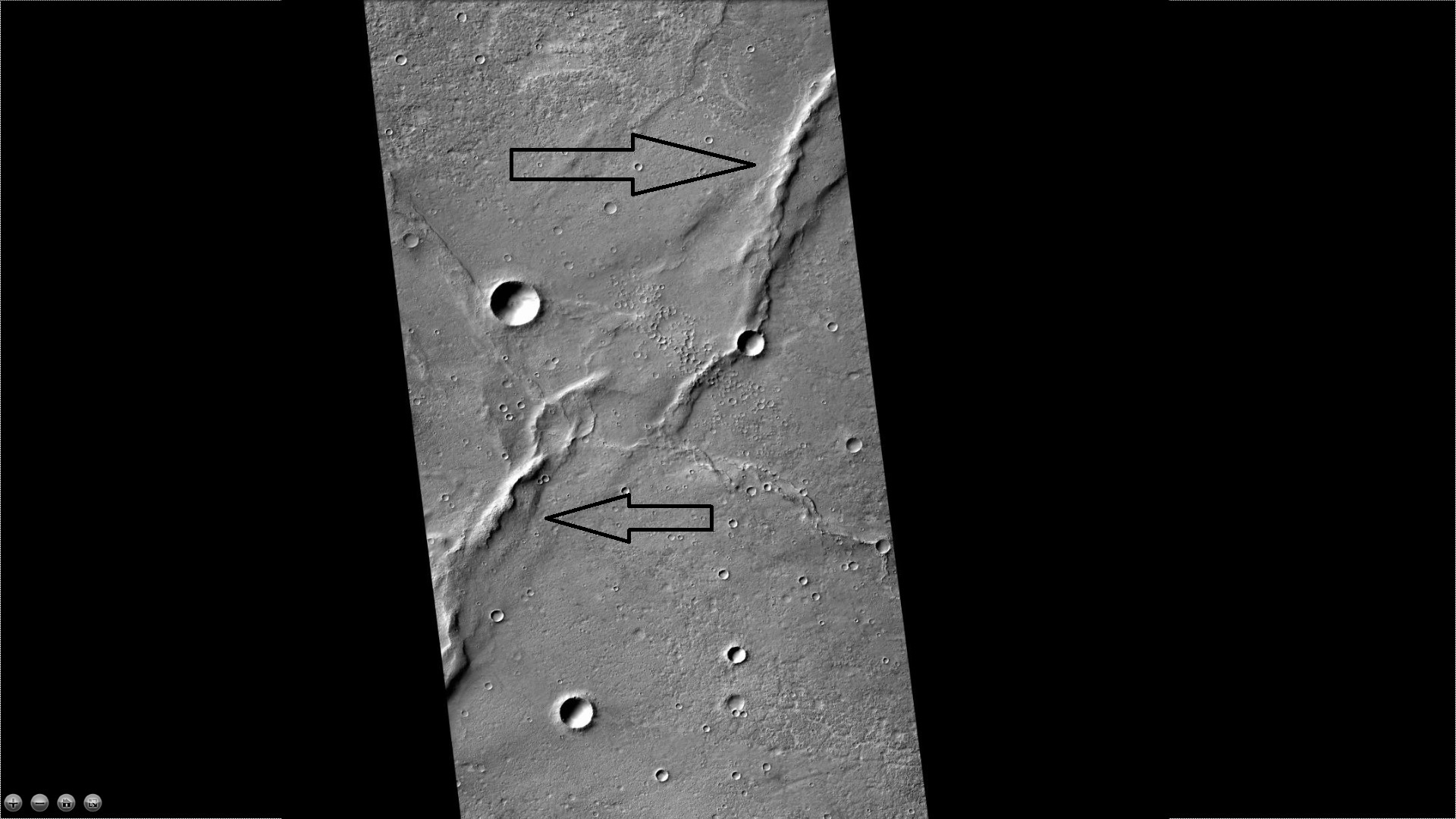
Crestas de arrugas, vistas por CTX
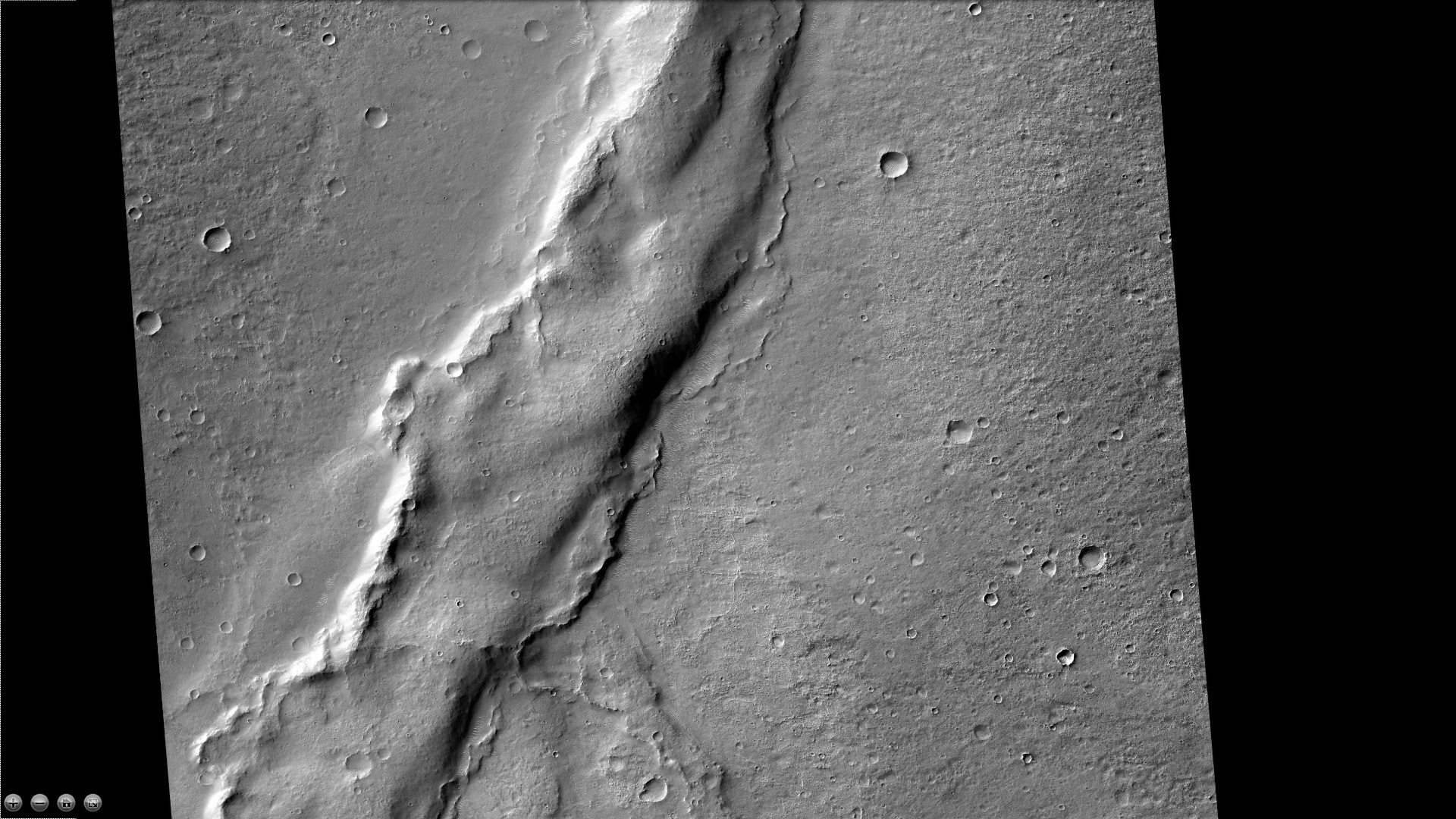
Crestas de arrugas, vistas por CTX
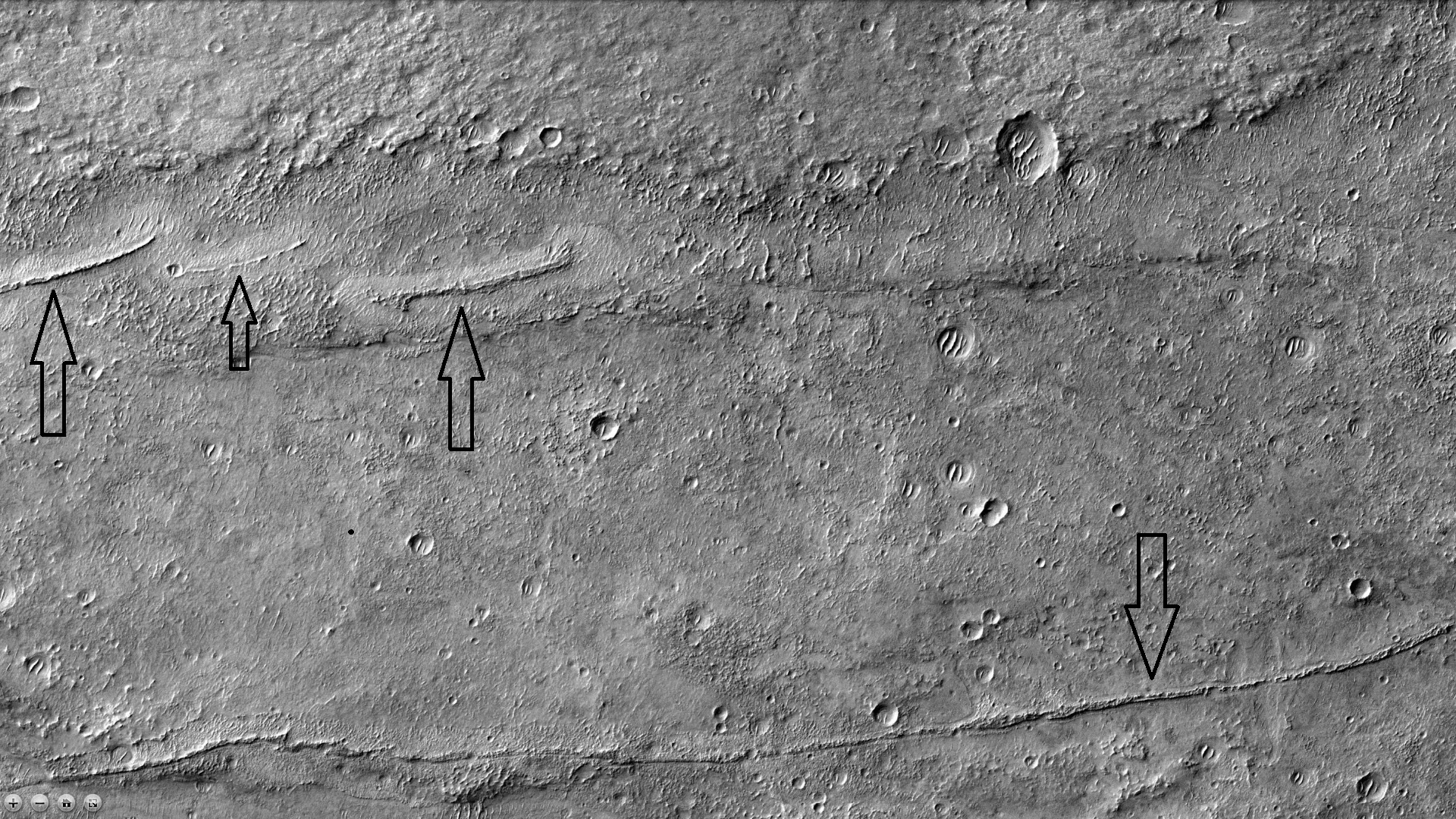
Diques, vistos por CTX Diques cuando el magma sube cerca de la superficie en las grietas de las rocas. La erosión posterior puede exponerlos